# Сиера Леоне
Република Сиера Леоне (на английски: Republic of Sierra Leone) е държава в Западна Африка, разположена на брега на Атлантическия океан.
Името на страната Сиера Леоне (Serra-Leão) идва от времето на португалските робовладелци и означава Лъвската планина. 
Столицата на Сиера Леоне е град Фрийтаун. Площта ѝ е 71 740 км2.

## География

### Географско положение, граници, брегове
Сиера Леоне е държава разположена в Западна Африка. На северозапад, север и североизток граничи с Гвинея (дължина на границата 652 km), на югоизток – с Либерия (270 km), а на югозапад бреговете ѝ се мият от водите на Атлантическия океан (дължина на бреговата линия 644 km). Страната има почти кръгла форма, като дължината ѝ от север на юг, а ширината ѝ от запад на изток е около 340 km. Бреговете на океана са предимно ниски, плоски, пясъчни, а в северната част изрязани от дълбоко вдаващи се в сушата естуари на реки. Югоизточно от остров Шербро брегът е праволинеен и покрай целия участък е разположена дълга и тясна лагуна.

### Релеф, полезни изкопаеми
Североизточните и източните части на Сиера Леоне са заети от Леоно-Либерийските планини с максимална височина връх Бинтумани 1948 m, а в северните части на страната навлизат южните разклонения на платото Фута Джалон. Западните и южните части представляват ниска алувиална равнина, постепенно понижаваща се към Атлантическия океан, като тук-таме над нея се издигат ниски остатъчни възвишения с височина до 400 – 500 m. С докамбрийските шисти, изграждащи Леоно-Либерийските планини са свързани големите находища на железни руди, а с интрузиите на основни скали (гранит, диорит) – находищата на титанови руди. Страната е на едно от първите места в света по добив на диаманти. В западните части са открити залежи на боксити.

### Климат, води
Климатът е горещ, влажен, субекваториален с два сезона, предопределящи селскостопанската дейност – дъждовен от май до септември, и сух от октомври до май. Сухият сезон се отличава с присъствието на харматана – хладен вятър от Сахара, под чието влияние нощните температури могат да спаднат до 16 градуса. По крайбрежието средната температура на най-студения месец (август) е 24°С, а на най-топлия (април) 27°С. Годишната сума на валежите в планините надминават 4000 mm. Във вътрешните части средните месечни температури са малко по-ниски, а сумата на валежите 2000 – 2500 mm.
Речната мрежа е гъста и пълноводна, теченията на реките са съпроводени с множество бързеи и прагове и са плавателни за плитко газещи речни съдове само в най-долните си течения. Най-големите реки в страната са Каба, Рокел (316 km), Джонг (249 km), Сева (240 km), Моа (425 km), Мано (391 km, по границата с Либерия).

### Почви, растителност, животински свят
Почвите са предимно червено-жълти фералитни (латеритни), а по крайбрежието – блатни, алувиални и засолени мангрови. На север са развити високотревни савани, а на юг и по източните склонове на планините – гъсти, влажни, вечнозелени и листопадно-вечнозелени екваториални гори (заемат около 5% от територията на страната) с ценни дървесни видове (тиково и махагоново дърво). На юг и югоизток малки участъци са заети от вторични храсти.
Животинският свят е представен от разнообразни диви животни (шимпанзета и още 10 вида маймуни, крокодили, птици), много от които са застрашени от изчезване. В страната присъстват 2090 вида растения, 147 вида бозайници, 626 вида птици, 67 вида влечуги, 35 вида земноводни и 99 вида риби. Биоразнообразието е застрашено от сеч, нелегален улов на риба и минна дейност.

## История

### Ранна история
Археологически находки показват, че Сиера Леоне е била населена още отпреди 2500 г. и е населявана от различни номадски племена, идващи от централните части на Африка. Има данни, че металообработването е било познато по тези земи още от 9 в. пр.н.е.
Едни от най-ранните обитатели на днешната територия на Сиера Леоне са народите шербро, темне, лимба, и на по-късен етап, менде, които назовават тези земи „Ромаронг“. Гъстите тропични гори предпазват местното население от проникване на влияние от западноафриканските империи, а ислямът става широко разпространена религия едва към 18 век.

### Колониален период
Контактите на европейски изследователи със Сиера Леоне са сред първите в Западна Африка. Страната е открита и картографирана през 1462 година от португалския откривател Педро да Синтра, който дава наименованието ѝ (Serra de Leão, - „Лъвската планина“), впоследствие предавано през италиански като Сиера Леоне. През 1495 португалците изграждат форт в района на днешен Фрийтаун, и скоро към тях се присъединяват холандски и френски колонизатори. Англичаните се включват в търговията с роби през 1596, когато бива изпратена първата пратка от 300 роби към новосъздадените колонии в Америка. Въпреки усилената търговия с роби, ръководена от европейски търговци, първите колониални селища биват създадени едва през 18 век. Сиера Леоне остава основна точка на трансатлантическата търговия с роби до март 1792 г., когато Фрийтаун е основан от Компанията на Сиера Леоне като дом за освободени американски роби. На 15 май 1787 голям брой бедни чернокожи работници – голяма част от тях бивши роби в Америка, афроамерикански калвинисти от Нова Скотия, участвали на страната на Великобритания по време на войната за Американската независимост. Принадлежността им към учението на Калвин е известна от биографията на методисткия свещеник Джон Марант, един от първите чернокожи американски проповедници. Тези заселници пристигат в Сиера Леоне в периода (1787 – 1792), придружавани от британски търговци, както и от жители на Лондон от карибски, азитатски и африкански произход. Те основават малък град – Гранвил Таун, но скоро след това много от жителите му загиват заради епидемии и сблъсъци с местното население. Оцеляват 64 от тях и по-късно изграждат наново града. Изграждат и Фрийтаун, внедрявайки архитектурни стилове от Американския Юг. През 1790-те години те организират и първите избори, в които взимат участие и жените. Компанията на Сиера Леоне обаче отказва да им даде права за самоуправление, и през 1799 избухва бунт срещу колониалната власт, който е потушен с помощта на 500 ямайски наемници; впоследствие те остават в страната и се внедряват в обществото.
През 1807 година търговията с роби е забранена, и на следващата година хиляди роби, идващи от най-различни части на Африка, са освободени във Фрийтаун и се смесват с прииждащи от Америка и Карибите имигранти, образувайки нова етническа група – крио. През 1808 година територията става колония на Великобритания, а през 1896 вътрешните региони на страната стават британски протекторат.
В края на 19 век избухват нови бунтове на местното население срещу колониалната власт. През 1898 местните организират въстание на 2 фронта – северен и южен. Северният фронт се ръководи от Бай Буре, а южният е разпокъсан и там се водят само откъслечни сражения. Бай Буре временно надделява над британците, но това предимство трае само няколко месеца. При потушаването на въстанието загиват стотици британски войници, Буре е заточен в Златния бряг (Гана), а 96 от съратниците му - обесени.
В началото на 20 век Фрийтаун се превръща в резиденция на британския губернатор, както на Сиера Леоне, така и на Гамбия и Златен бряг. Страната се превръща в основен образователен център на британска Западна Африка чрез създаването на колежа Фура Бей – единственият университет от европейски тип в Субсахарска Африка. През 1935 година в страната стъпва компанията Де Беерс, която получава гаранция за монопол върху добива на минерали за 98-годишен срок. През 1924 година Сиера Леоне е разделена на 2 части – колония, обхващаща крайбрежните територии, и протекторат, състоящ се от вътрешните части на страната. Местното ръководство на протектората в продължение на години настоява за обща администрация на двете територии, но това не се случва преди 1951 г. През ноември тази година сър Милтън Маргаи организира създаването на нова конституция, според която законодателната власт в колонията и протектората трябва да се обедини, и така се полагат основите на независимостта. През 1957 г. се провеждат първите парламентарни избори. На 27 април 1961 г. двата региона се сливат и Сиера Леоне получава независимост от Великобритания. 

### Независимост
След получаването на независимост Сиера Леоне запазва парламентарната си система и става член на Британската общност на нациите. През 1962 г. се провеждат парламентарни избори, спечелени от популярната Народна партия на Сиера Леоне, а сър Милтън Маргаи става министър-председател. Първите години са белязани от стабилно икономическо развитие, най-вече благодарение на износа на минерали. 
През 1964 г. сър Милтън Маргаи умира и е заместен на премиерския пост от своя полубрат, Алберт Маргаи. Опитите му да въведе авторитарна, еднопартийна диктатура завършват с поражение – през 1967 година на изборите спечелва опозиционният Всенароден конгрес на Сиака Стивънс. Само седмица след това военните извършват преврат и установяват хунта, но на следващата година част от войската организира контрапреврат и Стивънс се връща на власт. Той управлява еднолично страната през следващите 18 години – период, белязан от икономически упадък, насилие и вътрешна нестабилност. Положението е особено тежко в края на 70-те години, когато се провеждат избори със спорни резултати, а през 1977 г. студентските вълнения парализират политическия живот на страната. Стивънс се оттегля през 1985 г. и начело застава избраният от него за наследник генерал-майор Джоузеф Сайду Момо, който води привидна борба с корупцията, докато положението в страната не се променя. През 1987 вицепрезидентът Франсис Майна прави опит да свали Момо от власт, но е арестуван заедно с още 60 членове на кабинета. Майна и още 5 заговорници са обесени през 1989 г. През 1991 година избухва гражданска война, която приключва през 2000 година с помощта на умиротворителни сили на ООН, Нигерия и Великобритания. В страната бива установена демокрация.
Междувременно в съседна Либерия също започва да се разразява жестока гражданска война, чиито причини намират отглас и в Сиера Леоне. Годините на некомпетентно и корумпирано управление и присвояването на приходи от добива на диаманти стават причина за формирането на антиправителствени групи в страната. Създава се бунтовническата групировка Революционен обединен фронт (Revolutionary United Front, RUF) под ръководството на Фодай Санко, бивш ефрейтор от армията, получил военно образование във Великобритания. Групировката бива спонсорирана от либерийския военен вожд Чарлз Тейлър, а Санко получава и обучение в партизански военни тактики в Либия. РОФ започва първите си атаки в провинция Кайлахун през 1991 г. Правителството на Сиера Леоне, страдащо от корупция, икономически колапс и с деморализирана армия, не успява да окаже достатъчна съпротива на РОФ. През 1995, когато бунтовниците се намират на 30 километра от столицата, правителството наема южноафриканската наемническа групировка Executive Outcomes да спре настъплението на РОФ, да завладее диамантените находища в Коно и да организира пропагандна кампания, която да накара местното население да застане на страната на правителството. В рамките на няколко месеца групировката без проблем се справя със силите на РОФ. ЕО е трябвало да напусне страната след пристигането на чужди умиротворителни сили, но през януари 1997 президентът Ахмед Каба нарежда да напусне Сиера Леоне, с оглед на изискването на Международния валутен фонд да намали военните разходи, за да получи правителството повече помощи. Това се превръща в удобна възможност за няколко офицери от редовната армия на Сиера Леоне да извършат преврат с благословията на РОФ. Каба бяга с хеликоптер в Гвинея, а бунтовниците завземат Фрийтаун с набързо организирана сила от 5000 души.
Превратът е осъден от международната общност и не се радва на подкрепата на населението, а Икономическата общност на страните от Западна Африка (ECOMOG) настоява военната хунта да върне властта в ръцете на Ахмед Каба. През март 1998 година нейни войски навлизат в страната и изгонват хунтата и бунтовниците от Фрийтаун. През януари 1999 година обаче РОФ отново превзема Фрийтаун, а бунтовниците грабят, убиват и изнасилват цивилното население на случаен принцип. Убити са над 7000 души, много други са осакатени и изнасилени. Това принуждава ООН да изпрати умиротворителен контингент от 6000 войници, който да наложи мир и да разоръжи бунтовниците. Контингентът се увеличава до 13 000 души, но силите на Санко и РОФ провеждат нападения срещу миротворците и взимат за заложници 500 от тях. След успешна атака на войските на ООН, пленените бойци са освободени, но положението в Сиера Леоне продължава да се влошава. Британското правителство решава да се намеси и дава началото на операция Палисър през 2000 година. Първоначалната цел на операцията е да евакуира чуждите граждани от страната, но британците решават да престъпят правомощията си и се намесват на страната на правителството, и 2 години по-късно – през 2002 година, силите на РОФ са победени и разоръжени и гражданската война приключва. Тя става причина за унищожаването на националната инфраструктура и смъртта на близо 50 000 души. През 2005 г. последните контингенти на ООН се изтеглят, а през 2007 се провеждат избори, когато за президент е избран Ърнест Бай Корома.

## Държавно устройство
Правителството на Сиера Леоне е определено от конституцията на страната. Разделението на властта е типично за република – има законодателна, изпълнителна и съдебна власт.
Сиера Леоне е президентска република. Президентът - с мандат от 5 години и може да бъде преизбиран веднъж - е и държавен глава, и глава на правителството. У него е съсредоточена изпълнителната власт и министрите се назначават от него. Законодателната власт е дадена на парламент от 124 депутати – 112 народни представители, избирани по пропорцинална схема, и 12 административни ръководители (вождове). Съдебната власт е представена от Висш съд, Апелативен съд и Върховен съд.

## Административно деление
Сиера Леоне е разделена на 3 провинции – Източна, Северна и Южна. Трите провинции се подразделят на окръзи, като общият брой на окръзите е 12. Окръзите са:
| Окръг     |           | Площ в km² | Провинция | Население (данни от 2008) |
| --------- | --------- | ---------- | --------- | ------------------------- |
| Бомбали   | Макени    | 7985       | Северна   | 420 000                   |
| Койнадугу | Кабала    | 12 121     | Северна   | 265 000                   |
| Тонколили | Магбурака | 7003       | Северна   | 365 000                   |
| Порт Локо | Порт Локо | 5719       | Северна   | 477 000                   |
| Камбия    | Камбия    | 3108       | Северна   | 295 000                   |
| Кенема    | Кенема    | 6053       | Източна   | 515 000                   |
| Коно      | Койду     | 5641       | Източна   | 335 000                   |
| Кайлахун  | Кайлахун  | 3859       | Източна   | 382 000                   |
| Бо        | Бо        | 7003       | Южна      | 515 000                   |
| Бонте     | Бонте     | 3468       | Южна      | 139 000                   |
| Моямба    | Моямба    | 6902       | Южна      | 260 000                   |
| Пужехун   | Пужехун   | 4105       | Южна      | 262 000                   |

Освен трите провинции, Сиера Леоне съдържа и една област, включваща столицата на страната – град Фрийтаун и няколко населени места в близост до него. Тази област е наричана Западна. Тя се дели на 2 района – Фрийтаун – селски, който включва населените места в близост до града, и Фрийтаун – градски, който включва самия град Фрийтаун и няколко негови предградия.
| Район                    | Площ km² | Област         | Население (данни от 2004) |
| ------------------------ | -------- | -------------- | ------------------------- |
| Фрийтаун - градски район | 82       | Западна област | 772 873                   |
| Фрийтаун - селски район  | 475      | Западна област | 174 249                   |

### Главни градове
| Град     | Население (данни от 2008) |
| -------- | ------------------------- |
| Фрийтаун | 1 070 000                 |
| Бо       | 269 000                   |
| Кенема   | 158 000                   |
| Койду    | 112 000                   |
| Макени   | 106 000                   |

## Население и икономика
Сиера Леоне е предимно мюсюлманска страна, но с голямо християнско малцинство. Страната е една от най-толерантните в света в религиозно отношение. Официален език е английският, но близо 97% от населението говори местния език крио.
Около 70% от населението на страната живее под прага на бедността, а индексът на човешко развитие е 12-ият най-нисък в света, като развитието на страната е белязано от повсеместна корупция.
Икономиката на Сиера Леоне се развива основно на базата на земеделие и добив на диаманти. Сиера Леоне е сред 10-те най-големи производители на диаманти, и се нарежда сред най-значимите износители на титан, боксити и злато. Сиера Леоне има третото най-голямо естествено пристанище в света, където акостират голям брой кораби от цял свят. 